# Pusztahencse
Pusztahencse è un comune dell'Ungheria centro-meridionale di 1.084 abitanti (dati 2001). È situato nella contea di Tolna.